# Запорожье (Широковский район)
Запоро́жье (укр. Запоріжжя) — село,
Чапаевский сельский совет,
Широковский район,
Днепропетровская область,
Украина.
Код КОАТУУ — 1225883312. Население по переписи 2001 года составляло 203 человека .

## Географическое положение
Село Запорожье находится в 1,5 км от сёл Дачное и Оленовка.
По селу протекает пересыхающий ручей с запрудой.